# Archaeomeryx optatus
Archaeomeryx optatus és una espècie extinta de mamífer artiodàctil de la família dels arqueomerícids que visqué a l'Àsia oriental durant l'Eocè mitjà, fa entre 37,7 i 48,1 milions d'anys. Se n'han trobat restes fòssils a Mongòlia i la formació de Shara Murun (Xina). Es tracta de l'única espècie del gènere Archaeomeryx. Era força petit, més i tot que el seu parent proper Notomeryx. La microestructura del seu esmalt dental és la més primitiva de tots els remugants coneguts. El nom genèric Archaeomeryx significa ‘remugant antic’, mentre que el nom específic optatus significa ‘elegit’ en llatí.